# Villagrande Strisaili
Villagrande Strisaili (Biddamanna Istrisàili em sardo) é uma comuna italiana da região da Sardenha, província de Nuoro, com cerca de 3.645 habitantes. Estende-se por uma área de 210 km², tendo uma densidade populacional de 17 hab/km². Faz fronteira com Arzana, Desulo, Fonni, Girasole, Lotzorai, Orgosolo, Talana, Tortolì.

## Demografia
| Variação demográfica do município entre 1861 e 2011                               |
|                                                                                   |
| Fonte: Istituto Nazionale di Statistica (ISTAT) - Elaboração gráfica da Wikipedia |